# Shua Amagleba
Shua Amagleba (en georgiano: შუა ამაღლება) es un pueblo de Georgia ubicado en el este de la región de Guria, siendo parte del municipio de Chojatauri.

## Geografía
Shua Amagleba se encuentra al sur de la cordillera de Guria, en el valle de Supsa, a 4 km de Chojatauri. 

## Historia
Durante el período soviético, se formó como un consejo de aldea independiente y se le llamó Shua Ganajleba (en georgiano: შუა განახლება). Se le cambió el nombre nuevamente en 2012 por el nombre original. 

## Demografía
La evolución demográfica de Shua Amagleba entre 1908 y 2014 fue la siguiente:
| 834                                             | 913 | 735 |
| (Fuente: Population of Georgia in Soviet times) |     |     |

Según el censo de 2014, los georgianos constituían el 99,9% de la población.

## Economía
En la década de 1910 se encontró agua mineral curativa en el pueblo, en la propia finca del eristavi. En las décadas de 1950 y 1980, los baños de agua mineral se utilizaban para tratar el reumatismo, las articulaciones, la piel y la osteocondrosis.

## Infraestructura

### Arquitectura, monumento y lugares de interés
En el centro del pueblo hay una iglesia y un monumento a Simona Dolidze. En los alrededores se encuentra el monasterio de Udabno, que incluye dos iglesias y refugios excavados en la roca para los monjes que pertenecen a la segunda mitad del siglo VI.

### Educación
Hay una guardería y una escuela pública en el pueblo.

### Transporte
El pueblo está conectado con el centro regional de Chojatauri por una carretera. 